# Општина Паулиш (Арад)
Паулиш (рум. Păuliş) општина је у Румунији у округу Арад.
Oпштина се налази на надморској висини од 176 m.